# Michel Sabbah

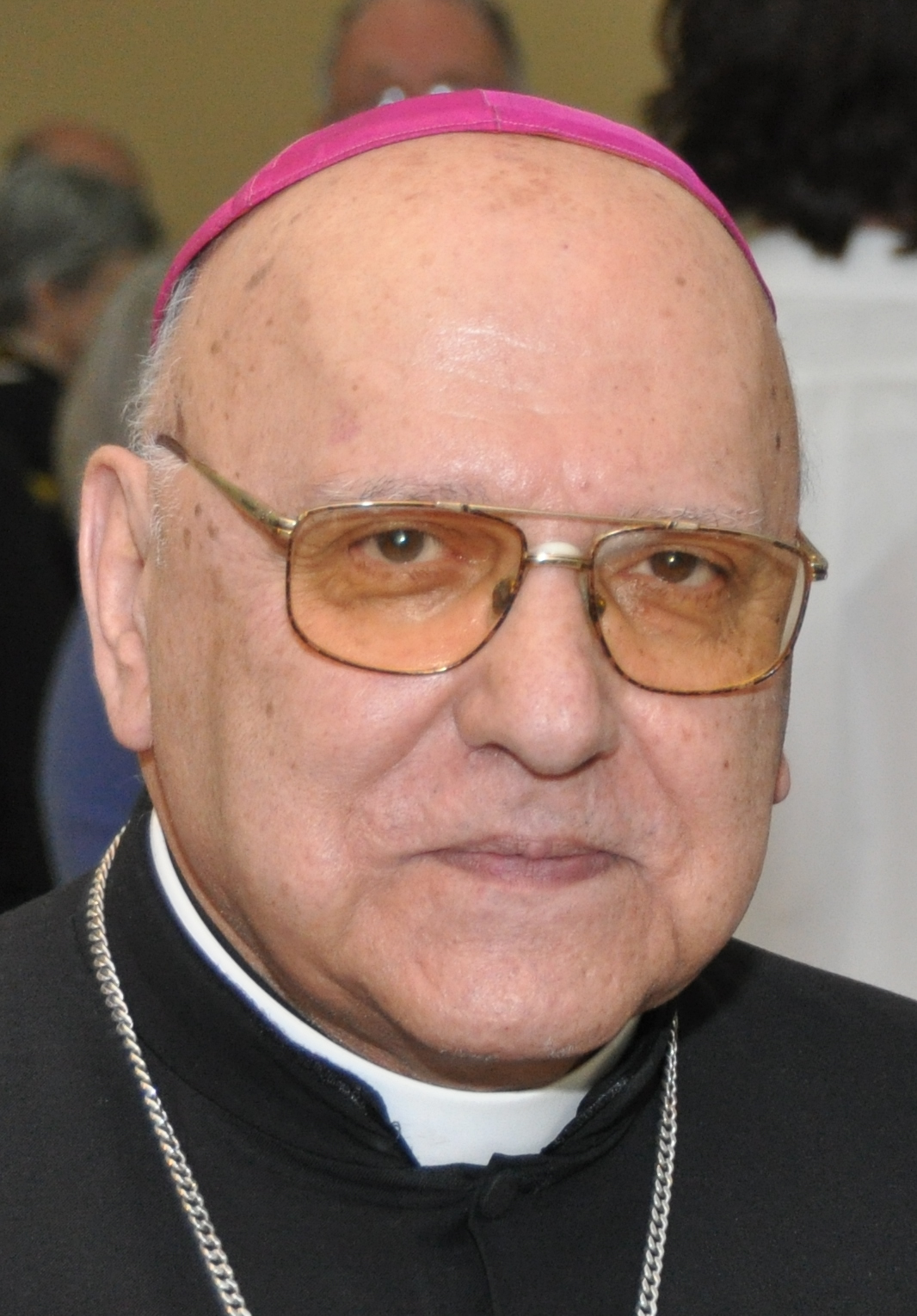
Michel Sabbah

Michel Sabbah (sinh 1933) là một Thượng phụ người Palestine của Giáo hội Công giáo Rôma. Ông nguyên là Thượng phụ Tòa Thượng phụ Jerusalem, nghi lễ Rôma từ năm 1987 đến năm 2008. Song song với nhiệm vụ Thượng phụ, ông còn đảm trách nhiều chức danh quan trọng khác như Đại Thống Lãnh dòng Hiệp sĩ Mộ Thánh Jerusalem, Chủ tịch Hội đồng các Giám mục nghi lễ Latinh tại khu vực Ả Rập và Chủ tịch Liên Hội đồng các Giáo hội Công giáo tại Khu vực Đất Thánh.

## Tiểu sử
Thượng phụ Michel Sabbah sinh ngày 19 tháng 3 năm 1933 tại Nazareth, thuộc đất nước Palestine. Sau quá trình tu học dài hạn tại cấc cơ sở chủng viện theo quy định của Giáo luật, ngày 29 tháng 6 năm 1955, Phó tế Sabbah, 22 tuổi, tiến đến việc được truyền chức linh mục. Các nghi thức truyền chức được cử hành bởi Thượng phụ Alberto Gori, O.F.M., Thượng phụ Tòa Thượng ph5u Jerusalem, nghi lễ Rôma.
Sau hơn 30 năm miệt mài thi hành các công việc mụ vụ với tư cách là một linh mục, ngày 11 tháng 2 năm 1987, tin tức từ Tòa Thánh loan báo về một tin tức mới cho Tòa Thượng phụ Jerusalem, nghi lễ Rôma, rằng Giáo hoàng đã đơn xin từ nhiệm của Thượng phụ Giacomo Giuseppe Beltritti, 77 tuổi, theo lí do tuổi tác theo Giáo luật, và Giáo hoàng đã chọn linh mục Michel Sabbah, 54 tuổi, gia nhập hàng ngũ các Giám mục Công giáo, ban cho chức vị Thượng phụ Tòa Thượng phụ Jerusalem, kế vị Thượng phụ Beltritti. Lễ tấn phong cho tân Thượng phụ được tổ chức cách trọng thể sau đó vào ngày 6 tháng 1 năm 1988, với 3 giáo sĩ cấp cao cử hành các nghi thức truyền chức. Chủ phong cho vị tân thượng phụ là Đương kim Giáo hoàng, Giáo hoàng Gioan Phaolô II, Thượng phụ Tây Phương. Hai vị còn lại với vai trò phụ phong gồm có Tổng giám mục Eduardo Martínez Somalo, Chánh văn phòng Quốc vụ khanh Tòa Thánh và Tổng giám mục Giovanni Battista Re, Tổng Thư kí Thánh bộ Giám mục.
Từ khi tin tức về việc bổ nhiệm được Tòa Thánh được loan báo, Thượng phụ Tân cử Sabbah lập tức trở thành Đại Thống Lãnh dòng Hiệp sĩ Mộ Thánh Jerusalem và Chủ tịch Hội đồng các Giám mục nghi lễ Latinh tại khu vực Ả Rập. Đến năm 1992, Thượng phụ Tòa Jerusalem nghi lễ Rôma còn kiêm thêm chức danh Chủ tịch Liên Hội đồng các Giáo hội Công giáo tại Khu vực Đất Thánh.
Ngày 8 tháng 9 năm 2005, Tòa Thánh loan báo tin đã chọn ra người sẽ kế vị Thượng phụ Sabbah, Tổng giám mục Phó Tòa Thượng ph5u Jerusalem, Fouad Boutros Twal, 65 tuổi. Tháng 1 năm 2008, ông tham dự cùng đoàn viếng thăm Tòa Thánh theo nghĩa vụ giám mục Ad Limina. Ngày 21 tháng 6 năm 2008, Tòa Thánh loan báo đã xác nhận đơn xin từ nhiệm của Thượng phụ Sabbah, vì lí do tuổi tác theo Giáo luật. "Phó Thượng phụ" Fouad Twal chính thức kế nhiệm làm Thượng phụ.